# دپرس (میزوری)
دپرس (به انگلیسی: Des Peres) یک شهر در ایالات متحده آمریکا است که در شهرستان سنت لوئیس، میزوری واقع شده‌است. دپرس ۱۱٫۱۹ کیلومتر مربع مساحت و ۸٬۳۷۳ نفر جمعیت دارد و ۱۸۶ متر بالاتر از سطح دریا قرار دارد.